# Costa Rica op de Olympische Zomerspelen 1988
Costa Rica nam deel aan de Olympische Zomerspelen 1988 in Seoul, Zuid-Korea. De ploeg, bestaande uit negen mannen en zeven vrouwen, won voor de eerste keer in de geschiedenis een olympische medaille door toedoen van zwemster Silvia Poll.

## Medailleoverzicht
| Sport   | Olympiër    | Onderdeel           | Medaille |
| ------- | ----------- | ------------------- | -------- |
| Zwemmen | Silvia Poll | 200m vrije slag (v) | Zilver   |

## Deelnemers en resultaten

### Atletiek
| Olympiër        | Discipline   | Resultaat | Prestatie               |
| --------------- | ------------ | --------- | ----------------------- |
| Juan Amores     | marathon (m) | 45e       | 2:24.49                 |
| Ronaldo Lanzoni | marathon (m) | 40e       | 2:23.45                 |
| Luis López      | marathon (m) | 68e       | 2:32.43                 |
|                 |              |           |                         |
| Maureen Stewart | 800m (v)     | 26e       | serie 3: 6de in 2.08,17 |

### Boksen
| Olympiër        | Discipline | Resultaat | Prestatie                                                                                                  |
| --------------- | ---------- | --------- | --- |
| Humberto Aranda | -67kg (m)  | 9e        | 1ste ronde: vrij 2de ronde: W van SAM Naea: scheidsrechterlijke beslissing 3de ronde: V van POL Dydak: 1-4 |

### Gewichtheffen
| Olympiër        | Discipline | Resultaat | Prestatie                                                        |
| --------------- | ---------- | --------- | ---------------------------------------------------------------- |
| Rafael Elizondo | -110kg (m) | 16e       | trekken: 18de met 117,5kg stoten: 16de met 147,5kg totaal: 265kg |

### Judo
| Olympiër           | Discipline | Resultaat | Prestatie |
| ------------------ | ---------- | --------- | --------- |
| Henry Núñez Nájera | -71kg (m)  | 19e       |           |

### Schietsport
| Olympiër     | Discipline           | Resultaat | Prestatie                                              |
| ------------ | -------------------- | --------- | ------------------------------------------------------ |
| Mariano Lara | 10m luchtpistool (m) | 42e       | kwalificatie: 42ste met 563 punten (96-91-97-92-94-93) |

### Zwemmen
| Olympiër                                                  | Discipline            | Resultaat | Prestatie                                                 |
| --------------------------------------------------------- | --------------------- | --------- | --------------------------------------------------------- |
| Eric Greenwood                                            | 100m rugslag (m)      | 45e       | serie 2: 6de in 1.03,11                                   |
| Horst Niehaus                                             | 100m rugslag (m)      | 42e       | serie 2: 4de in 1.01,91                                   |
| Eric Greenwood                                            | 200m rugslag (m)      | 35e       | serie 2: 6de in 2.15,42                                   |
| Horst Niehaus                                             | 200m rugslag (m)      | 34e       | serie 2: 5de in 2.12,83                                   |
| Eric Greenwood                                            | 200m wisselslag (m)   | 43e       | serie 3: 5de in 2.15,64                                   |
| Horst Niehaus                                             | 200m wisselslag (m)   | 44e       | serie 2: 2de in 2.16,16                                   |
|                                                           |                       |           |                                                           |
| Carolina Mauri                                            | 50m vrije slag (v)    | 33e       | serie 2: 1ste in 27,96                                    |
| Carolina Mauri                                            | 100m vrije slag (v)   | 41e       | serie 3: 2de in 1.00,14                                   |
| Silvia Poll                                               | 100m vrije slag (v)   | 5e        | serie 8: 3de in 56,16 (NR) finale: 5de in 55,90 (NR)      |
| Natasha Aguilar                                           | 200m vrije slag (v)   | 34e       | serie 2: 2de in 2.10,22                                   |
| Silvia Poll                                               | 200m vrije slag (v)   | Zilver    | serie 5: 1ste in 1.59,22 (NR) finale: 2de in 1.58,67 (NR) |
| Silvia Poll                                               | 100m rugslag (v)      | 6e        | serie 5: 3de in 1.03,21 (NR) finale: 6de in 1.03,34       |
| Montserrat Hidalgo                                        | 100m schoolslag (v)   | 36e       | serie 1: 1ste in 1.18,42                                  |
| Sigrid Niehaus                                            | 100m schoolslag (v)   | 35e       | serie 2: 4de in 1.16,65                                   |
| Montserrat Hidalgo                                        | 200m schoolslag (v)   | 37e       | serie 1: 3de in 2.44,72                                   |
| Sigrid Niehaus                                            | 200m schoolslag (v)   | 38e       | serie 2: 5de in 2.45,35                                   |
| Marcela Cuesta                                            | 100m vlinderslag (v)  | 33e       | serie 1: 1ste in 1.07,66                                  |
| Natasha Aguilar Marcela Cuesta Carolina Mauri Silvia Poll | 4x100m vrije slag (v) | 12e       | serie 1: 6de in 3.59,67                                   |
| Marcela Cuesta Carolina Mauri Sigrid Niehaus Silvia Poll  | 4x100m wisselslag (v) | 15e       | serie 2: 5de in 4.31,75                                   |

Afghanistan · Algerije · Amerikaanse Maagdeneilanden · Amerikaans-Samoa · Andorra · Angola · Antigua en Barbuda · Argentinië · Aruba · Australië · Bahama’s · Bahrein · Bangladesh · Barbados · België · Belize · Benin · Bermuda · Bhutan · Birma · Bolivia · Bondsrepubliek Duitsland · Botswana · Brazilië · Britse Maagdeneilanden · Brunei · Bulgarije · Burkina Faso · Canada · Centraal-Afrikaanse Republiek · Chili · China · Chinees Taipei · Colombia · Congo-Brazzaville · Cookeilanden · Costa Rica · Cyprus · Denemarken · Djibouti · Dominicaanse Republiek · Duitse Democratische Republiek · Ecuador · Egypte · El Salvador · Equatoriaal-Guinea · Fiji · Filipijnen · Finland · Frankrijk · Gabon · Gambia · Ghana · Grenada · Griekenland · Groot-Brittannië · Guam · Guatemala · Guinee · Guyana · Haïti · Honduras · Hongarije · Hongkong · Ierland · IJsland · India · Indonesië · Irak · Iran · Israël · Italië · Ivoorkust · Jamaica · Japan · Joegoslavië · Jordanië · Kaaimaneilanden · Kameroen · Kenia · Koeweit · Laos · Lesotho · Libanon · Liberia · Libië · Liechtenstein · Luxemburg · Malawi · Malediven · Maleisië · Mali · Malta · Marokko · Mauritanië · Mauritius · Mexico · Monaco · Mongolië · Mozambique · Nederland · Nederlandse Antillen · Nepal · Nieuw-Zeeland · Niger · Nigeria · Noord-Jemen · Noorwegen · Oeganda · Oman · Oostenrijk · Pakistan · Panama · Papoea-Nieuw-Guinea · Paraguay · Peru · Polen · Portugal · Puerto Rico · Qatar · Roemenië · Rwanda · Saint Vincent en de Grenadines · Salomonseilanden · Samoa · San Marino · Saoedi-Arabië · Senegal · Sierra Leone · Singapore · Soedan · Somalië · Sovjet-Unie · Spanje · Sri Lanka · Suriname · Swaziland · Syrië · Tanzania · Thailand · Togo · Tonga · Trinidad en Tobago · Tsjaad · Tsjecho-Slowakije · Tunesië · Turkije · Uruguay · Vanuatu · Venezuela · Verenigde Arabische Emiraten · Verenigde Staten · Vietnam · Zaïre · Zambia · Zimbabwe · Zuid-Jemen · Zuid-Korea · Zweden · Zwitserland